# Залужжя (Львівський район)
Залу́жжя —  село в Україні, у Городоцькій міській об'єднаній територіальній громаді Львівському районі Львівської області. Населення становить 32 мешканці. Орган місцевого самоврядування - Городоцька міська рада.

## Населення

### Мова
Розподіл населення за рідною мовою за даними перепису 2001 року:
| Мова       | Кількість | Відсоток |
| ---------- | --------- | -------- |
| українська | 258       | 100%     |